# Hola, Frida!
Hola, Frida! (títol original, Hola Frida) és una pel·lícula d'animació franco-quebequesa de 2024 dirigida per André Kadi i Karine Vézina. S'ha doblat al català, amb la curiositat que els actors del doblatge són mexicans.
Adaptada d'un llibre de Sophie Faucher, la pel·lícula està inspirada en la joventut de Frida Kahlo.

## Repartiment de veu
- Olivia Ruiz: Frida d'adulta/l'altra Frida en somnis
- Emma Rodriguez: Frida de petita/l'altra Frida de petita
- Rebecca Gonzalez: Cristina (germana de la Frida) de petita
- Léo Côté: Tonito de petit/Pedro
- Sophie Faucher: Matilde (mare de la Frida)
- Manuel Tadros: Guillermo (pare de la Frida)
- Anne Girard: la Mort
- Joey Bélanger: Rafael de petit